# Daewoo DP52
Le Daewoo DP52 est un pistolet semi-automatique double action de fabrication sud-coréenne.
C'est un dérivé du Walther PP chambré en .22 Long Rifle. La longueur du canon est de 3.75 pouces.